# Rio Formoso (tiểu vùng)
Rio Formoso là một tiểu vùng thuộc bang Tocantins, Brasil. Tiều vùng này có diện tích 51405 km², dân số năm 2007 là 102457 người.